# Ван ден Брукке, Пит
Пи́тер (Пит) ван ден Бру́кке (нидерл. Pieter "Piet" van den Broecke; 13 октября 1887, Амстердам — 26 марта 1980) — нидерландский футболист, игравший на позиции нападающего, выступал за амстердамские команды «Холланд», «Аякс», «Блау-Вит» и «Де Спартан».

## Спортивная карьера
В марте 1908 года Пит ван ден Брукке стал членом футбольного клуба «Холланд», который был основан в 1901 году — в Футбольный союз Нидерландов клуб вступил в 1905 году и стал выступать в третьем классе Нидерландов, но за три сезона команда так и не смогла подняться выше. Свои домашние матчи «Холланд» проводил на футбольном поле недалеко от Спарндаммердейка, в нескольких минутах ходьбы от кладбища Синт Барбара. В мае 1908 года Пит в составе «Холланда» стал победителем турнира «Золотой крест», в котором участвовало восемь команд из Амстердама. В финальной встрече, состоявшейся 23 мая, был обыгран «Аякс» со счётом 3:1. Спустя полтора месяца «Холланд» объединился с «Аяксом», который на тот момент выступал во втором классе Нидерландов.
После объединения Пит стал игроком «Аякса, как и многие его одноклубники». В составе новой команды дебютировал 6 сентября 1908 года на турнире «Серебряный мяч» в Роттердаме. В первом же матче амстердамцы уступили клубу ХФК со счётом 0:2 и завершили своё выступление на турнире. В чемпионате второго класса нападающий впервые сыграл за «Аякс» 18 октября в матче против клуба «Ворватс» — дома его команда одержала победу с минимальным счётом 1:0. В течение сезона он выступал как за основной состав, так и за резервный состав «Аякс 2». Команда по итогам чемпионата 1908/09 заняла второе место в западной группе А.
В сентябре 1909 года ван ден Брукке был вызван в сборную Амстердама — в команду также были вызваны ещё трое игроков «Аякса»: Холст, Пелсер и Каммейер. 19 сентября сборная Амстердама провела в Бельгии товарищеский матч со сборной Брюсселя, которая полностью состояла из игроков местного клуба «Юнион». Брюссельцы одержали победу 5:1 — ван ден Брукке стал автором единственного гола гостей, примечательно, что перед тем как забить гол, по пути к воротам он обыграл пятерых соперников. В 1910 году Пит помог «Аяксу» выиграть турнир «Золотой крест» — в марте его гол стал победным в четвертьфинале против «Блау-Вита», а в конце мая нападающий отметился голом в финальной встрече с АФК. В чемпионате второго класса «Аякс» по итогам сезона 1909/10 занял третье место, а спустя год команде под руководством тренера Джона Кируэна удалось выйти в первый футбольный класс Нидерландов.
В первом классе Нидерландов Пит дебютировал 24 сентября 1911 года в матче против клуба ХФК — встреча завершилась поражением «Аякса» со счётом 4:2. Первый гол в чемпионате ван ден Брукке забил 22 октября в ворота клуба «Квик» из Гааги, однако это не могло команде избежать домашнего поражения 2:6. Безвыигрышная серия «Аякса» из пяти поражений продлилась до декабря 1911 года, когда на выезде амстердамцы с минимальным счёт 0:1 обыграли команду «Велоситас» из Бреды. В чемпионате Пит забил 9 голов в 15 матчах, став лучшим бомбардиром команды в сезоне, опередив на один гол Ари Луи Сейлхауэра.
В сезоне 1912/13 ван ден Брукке появился на поле лишь в пяти матчах чемпионата, не забив ни одного гола. В последний раз в составе «Аякс» он выходил на поле 3 ноября 1912 года в гостевом матче с «Харлемом». Вскоре после этой игры он объявил, что больше не будет выступать за «Аякс». Новой командой для 25-летнего нападающего в сентябре 1913 года стал другой амстердамский клуб — «Блау-Вит», в составе которого он выступал на протяжении пяти лет. 
В сентябре 1918 года Пит перебрался в клуб «Де Спартан», где спустя четыре года завершил карьеру в возрасте 35 лет.

## Личная жизнь

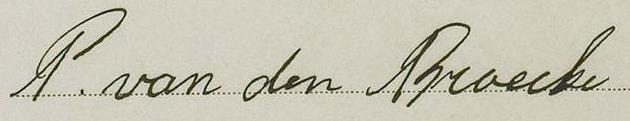
Автограф ван ден Брукке, оставленный им в день бракосочетания, 1 апреля 1914 г.

Пит родился в октябре 1887 года в Амстердаме в семье рабочего. Отец — Питер ван ден Брукке, был родом из портового города Брескенса, мать —
Аннехина Кёйпер, родилась в Винсхотене. Пит был третьим ребёнком в семье — у него было трое братьев: Беренд, Якобюс и Геррит Якобюс, а также трое сестёр: Элизабет, Сара Адриана Аннехина и Элсина Вюббехина.
В повседневной жизни работал строителем. Питер был женат на Йоханне Стевенс, уроженке Амстердама. Их брак был зарегистрирован 1 апреля 1914 года в Амстердаме. Его внук Марсел ван ден Брукке стал специалистом в области фонетики и картографии.
Умер 26 марта 1980 года в возрасте 92 лет.